# Несебар
Несебар (буг. Несебър), је град у југоисточној Бугарској, налази се у бургаској регији а северни сусед, са којим је практично спојен, је Сунчев брег, највеће и најпознатије летовалиште на бугарском приморју. Несебар претходно је био познат као Месембрија (грчки: Μεσημβρια) а још пре тога као Месамбрија или Мелсембрија. Према реконструкцији име би могло да потиче од Трачког Мелсамбрија. Пре 1934. године уобичајено бугарско име за град било је Месемврија. Замењен је садашњим именом, које се раније користило у еркечком дијалекту који се говори у близини Несебара. Ове чињенице довољне су нам да спознамо колико је дуга историја овог древног градића.
У савремено доба Несебар је главно туристичко одредиште у подручју с бројним хотелима и великим „Сунчевим брегом“ које се налази одмах северно од Несебара.
Несебар је у неколико прилика био граница угрожене империје и због тога је град с богатом историјом. Стари део града налази се на острву које је у новије време повезаном с обалом земљоузом изграђеним људском руком, и у њему се налазе докази освајања различитих цивилизација.
Богатство историјских грађевина су били разлог да УНЕСКО укључи Несебар на списак Светске баштине 1983. године.
У децембру 2019, град је имао 13.600 становника.

## Географија
Општина Несебар заузима најсевернији део бугарског приморја које припада Бургаској регији. На северу се граничи са општинама Бјала и Долни Чифлик, на западу са општином Поморие, док се на истоку налаз Црно море. природно лепа обала и њен климатски карактер одувек су представљале повољне услове за развој туризма у овој регији.
Те је зато општина Несебар највећа туристичка конгломерација на Бугарском приморју. На територији ове општине функционише преко 600 хотела са више од 200 000 кревета.

## Историја
Бугарска археологиња Љуба Огненова-Маринова водила је шест подводних археолошких експедиција за Бугарску академију наука (БАН) између 1961. и 1972. године у водама дуж бугарске обале Црног мора. Њен рад је довео до идентификације пет хронолошких периода урбанизације на полуострву које окружује Несебар до краја другог миленијума пре нове ере, који је обухватао Тракијску протополу, грчку колонију Месамбрију, село под римском влашћу до раног хришћанског доба, насеље из средњег века и град из доба ренесансе, познат као Месембрија или Несебар. Инжењеринг око обале полуострва је предузет 1980-их како би се очувала обала (и њен историјски значај) тако и да би се област консолидовала као лука.
Првобитно трачко насеље познато као град Менебрија постало је грчка колонија почетком 6. века п. н. е., која је постала важан трговачки центар. Ипак неки трагови сведоче да су прве насеобине на овом подручју из периода касног бронзаног доба. Остаци из хеленистичког периода, укључују акропољ, Аполонов храм и агору. Зид који је чинио део грчке фортификације још се могу видети на северном делу полуострва.
Град је пао под римску власт 71. године п. н. е., али је наставио да ужива привилегије као што је право да кује свој властити новац. Потом је био једно од важних упоришта Византијског царства од 5. века надаље, око кога су се бориле Византија и Бугарска. Године 812, освојио га је Кан Крум после двонедељне опсаде.
Најважнији споменици из средњег века су Стара Митрополија из 9. века, базилика без трансепта; црква свете Девице Марије из 10. века и Нова Митрополија из 11. века, која је дограђена и улепшана у 18. веку. У 13. веку и 14. веку изграђен је значајан број цркава: свете Теодоре, свете Параскеве, Светог Михаила и Гаврила и Светог Јована Алитургетоса.
Отоманско освајање града, 1453, означило је почетак опадања, али је остало његово архитектонско наслеђе, које је од 19. века обогаћено изградњом дрвених кућа у „источнорумелијском грчком стилу“, типичном за бугарску црноморску обалу тога периода.
Године 1900. имао је око 1.900 становника, од којих су 89% били Грци, али је остао релативно празан град. Развио се као кључно бугарско приморско одмаралиште од почетка 20. века. После 1925. године изграђен је нови део града и обновљен је историјски Стари град.
За Несебар се понекад каже да је град са највећим бројем цркава по глави становника. Данас је опстало укупно четрдесет цркава, у целини или делимично.

## Партнерски градови
- Будимпешта XVIII округ
- Охрид
- Котор
- Санкт Петербург